# Indigofera omissa
Espèce
Indigofera omissa est une espèce de plantes à fleurs de la famille des Fabaceae et du genre Indigofera. C'est un arbuste présent en Afrique de l'Ouest.

## Description
C'est un petit arbuste, érigé ou rampant, atteignant 50-80 cm de hauteur,.

## Distribution
L'espèce est surtout présente en Afrique de l'Ouest, en pays sahélien.

## Habitat
On la rencontre dans les savanes, souvent latéritiques et rocheuses, à une altitude d'environ 300 m.